# Возвращение в Гайю
«Возвращение в Гайю» (англ. Back to Gaya) — мультипликационный фильм в жанре фэнтези режиссёров Ленарда Фрица Кравинкеля и Хольгера Таппе. В международный прокат картина вышла под названием Boo, Zino & the Snurks.

## Сюжет
Фильм открывается сценой, в которой мальчик смотрит по телевизору сериал «Приключения Бу и Зино», действие которого разворачивается в вымышленной стране Гайя. Жизнь в Гайе поддерживается благодаря волшебному кристаллу Доломиту, который также служит источником её энергии и света.
Однажды утром изобретатель Бу решает опробовать своё новое изобретение — многофункциональную рогатку. К нему домой приходит его лучший друг, добродушный, храбрый, но немного высокомерный воин Зино, благодаря которому удаётся оттянуть предохранитель на рогатке. В то время как Бу рассказывает про специальную кнопку на рогатке, которая выполняет особую функцию, Зино случайно на неё нажимает, в результате чего сносит Бу половину стены в доме. После этого друзья отправляются на ежегодные гонки, в которых участвуют и соревнуются между собой лучшие гонщики Гайи за право стать чемпионом и в качестве награды взять себе в жёны принцессу Аланту, дочь правителя Гайи. За Зино в этом году болеют больше всего. Однако Аланта относится к Зино с пренебрежением, поэтому решает, переодевшись в юношу (так как девушкам запрещено участвовать в гонках), выиграть гонки сама.
Тем временем трое воинов из племени Снерков: Брамф, Зек и их лидер Галгер, которых в Гайе недолюбливают, решают выиграть гонки, чтобы их также уважали и почитали, как почитают Зино. Для этого они разрабатывают хитроумный план, который заключается в том, чтобы Зино сошёл с трассы при помощи подложенных Зеком шипов.
Гонки начинаются, однако Зино стартует последним, заодно случайно прихватив с собой Бу. Снеркам к тому времени удаётся сбить с дистанции трёх гонщиков, при помощи встроенных в машину изобретений Галгера. Зино, увидев на дороге трёхглазую лягушку, волшебное существо, обитающее в Гайе, останавливается, в результате чего их с Бу обгоняют Аланта и Снерки. Увидев из далека машину Аланты и приняв её за машину Зино, Зек подкладывает шипы на трассу, из-за чего Аланта сходит с дистанции. Зек, поняв кто на самом деле сошёл с дистанции, очень стыдится своего поступка, так как он влюблён в Аланту. Когда Снерки останавливаются, чтобы подобрать Зека, их обгоняет Зино. Тогда они решают использовать «План В». Догнав его, они вручают ему «подарок на день рождения» коим оказывается торт-бомба. Бу сразу догадывается об этом и тут же засовывает торт-бомбу в двигатель машины, в результате чего они с Зино набирают огромную скорость и им удаётся свести с дистанции Снерков. Зино побеждает, все его приветствуют. Однако Бу тоскливо из-за того, что он находится в тени своего лучшего друга.
Тем временем в параллельной реальности злобный учёный Профессор Айсли, тоже некогда популярный телеведущий одной научной программы, но оказавшийся в тени сериала про Бу и Зино, намеревается уничтожить Гайю, а также завладеть Доломитом, благодаря которому можно перемещать предметы из одного мира в другой. Долгие годы он разрабатывал коварный план, изобрёл машину, с помощью которой можно заполучить Доломит. Он звонит Альберту Дроллинджеру, сценаристу, который является создателем сериала про Бу и Зино, и угрожает уничтожить волшебную страну. После чего активирует свою машину и в Гайю открывается портал.
Всё небо становится тёмным, жители паникуют. Снерки, случайно оказавшиеся на Городской площади, решают спасти Доломит, до того, как это сделает Зино. Им удаётся завладеть кристаллом, однако Зино, заметив снизу неладное, бежит на помощь Снеркам, но не успевает, их засасывает в портал вместе с Доломитом. Понимая, что без Доломита жизнь в Гайе невозможна Бу и Зино тоже прыгают в портал. Позже к ним присоединяется Аланта. После продолжительного полёта в портале, по отдельности приземлившись в разных местах, герои попадают в человеческий мир, который им предстаёт не с самой приятной стороны. Сначала Бу с Зино попадают на помойку, где убегают от местного пьяницы, потом чуть не попадают в руки Профессора Айсли, затем чуть не погибают из-за шара для сноса зданий, но в итоге героям удаётся спастись на воздушных шарах. Снерки попадают в комнату мальчика-фаната сериала про Бу и Зино, который негативно встречает Снерков, ввиду того, что они отрицательные герои, и охотится на них с битой.
А Аланта попадает на верхний этаж огромного игрушечного магазина, откуда решает сбежать. С помощью игрушечного дельтаплана ей удаётся забраться на окно, откуда она прыгает вниз, предварительно пристегнув к себе трос. По приземлении ей приходится отстёгиваться, в результате чего она попадает в канализацию.
Летая на воздушных шарах, Бу и Зино думают о том, как им найти в таком огромном городе Снерков и вернуться с Доломитом в Гайю. Тем временем внизу Снерки проходят мимо закусочной «У Сьюзи» и желают туда зайти перекусить. Хозяйка заведения, наслушавшись по телевизору многочисленные новости про исчезнувших персонажей популярного сериала, в числе которых были и Снерки, радуется, что Снерки, за поимку которых она надеялась получить крупные деньги, так любезно к ней пожаловали, что она их поит снотворным и запирает в клетке.
Тем временем, услышав из канализации голос Аланты, которая звала на помощь, Зино с Бу приземляются, однако спасать Аланту отправляется Зино, а Бу «остаётся на стрёме». В канализации Зино и Аланта спасаются от плотоядных крыс. Тревожась за своего лучшего друга, Бу собирает для Зино оружие, но Зино, не зная как им пользоваться, ударяет им крыс, словно битой, в результате чего оно вскоре ломается, а Аланта демонстрирует боевые навыки в сражении с крысами. После ещё некоторых приключений в канализации героям удаётся выбраться оттуда при помощи многофункциональной рогатки Бу.
Снерков тем временем ожидает неприятный сюрприз. Сьюзи хочет отрезать им уши, в качестве доказательства, что они поймали настоящих снерков. Первым выбирают Брамфа, но им на помощь приходят Зино, Бу и Аланта, которые спасают и остальных снерков.
Теперь всей командой они обсуждают как им вернуться домой, пока вдруг не находят магазин телевизоров. Включив разом все телевизоры и найдя нужный канал герои пытаются пробиться сквозь экран телевизора, но у них не выходит. И тогда Бу предлагает нанести визит их создателю, которого они случайно увидели в новостях.
Придя к нему домой, герои видят копии самих себя, а также летающую машину Бу. Встреча Альберта Дроллинджера со своими созданиями оказывается для него полнейшим шоком. Они удивляются, когда он говорит, что их появление в большом мире невозможно, так как они — плод его воображения. На вопрос Бу о том, как они здесь оказались, Альберт отвечает, что он сам не имеет к этому отношения и что они попали сюда по своему желанию.
В этот самый момент Профессор Айсли выслеживает их с помощью своего переносного коммуникатора И. Н. Ь. Я. К. и завладевает Доломитом. Альберт понимает, кто ему звонил и кто хочет уничтожить Гайю. Альберт собирается звонить в полицию, но Профессор вырубает его, а затем всех остальных электрошокером (кроме Бу и Зино, которые успели спрятаться). Следуя на летающей машине за минивэном Профессора, Бу и Зино попадают на заброшенную фабрику, где у Профессора находилось логово, его лаборатория. В Бу и Зино попадает молния, поэтому они вынуждены аварийно приземляться на крыше здания. Перед тем, как войти внутрь, у них следует диалог, в котором Зино говорит, что больше всего на свете гордится тем, что у него есть такой умный друг, как Бу. Они вместе решают вернуть Доломит.
Тем временем Профессор раскрывает Альберту, находящемуся у него в заложниках, свой план: он собирается отомстить зрителям, которых он считает виноватыми в том, что из-за них он потерял работу на телевидении. Он демонстрирует Альберту, как с помощью Доломита он может переносить вещи из одного мира в другой. Он переносит из другого измерения в свою лабораторию боевого робота, и уже готовится «наказать» виновных, перенеся их в обиталище пещерной лавы, но его неожиданно останавливает Бу и все остальные герои, которых освободил Зино. Тогда Профессор садится в робота и начинает охоту за Доломитом. А Бу понимает, что для того, чтобы продолжить трансмиссию — нужно лишь вставить Доломит. Профессор запускает ракету в Аланту, которая успела бросить Доломит Зино, но её спасает Зек. Затем Профессор поднимается на роботе вверх по кольцам своей установки за Доломитом, где оказываются Галгер и Зино. Зино бросает Галгеру Доломит, но Галгер предлагает Профессору «договориться». Внезапно робот теряет равновесие и вместе с Профессором падает вниз, благодаря заранее продуманному плану Галгера. Галгер и Зино спускаются вниз, где Бу говорит Зино, что нужно вставить Доломит. Зино кидает Доломит, но его ловит Профессор и нажав на кнопку, создаёт вокруг героев энергетическое поле, не оставляя им шансов. Теперь вся надежда остаётся на Бу, который решил остановить Профессора, помешав ему начать трансмиссию. Тогда профессор решает с помощью луча-излучателя отправить Бу в другое измерение. После непродолжительной беготни от луча Профессора, Бу в последний момент удаётся отскочить от луча, который направил на него Профессор, но в результате Профессор сам попадает под действие луча и перемещается в другое измерение. Друзья счастливы, что воссоединились и уже готовы возвращаться в Гайю, но Бу говорит, что не вернётся, из-за его желания быть свободным. Альберт активирует портал, героев затягивает туда, а Зино с помощью рогатки Бу целится в Доломит, но промахивается и в итоге Бу приходится спасать Доломит и он вместе с остальными возвращается в Гайю. Доломит возвращён на своё место, в Гайе снова светло и небо голубое. Отец Аланты просит свою дочь поцеловать героя, то есть Зино, но она выбирает Зека. Рассерженный отец приказывает охранникам арестовать Зека, но Аланта и остальные вступаются за него. После этого отец Аланты решает всех наградить медалями, потому что они все — герои, спасшие Гайю. Всем вручают медали, а Бу в финале произносит: «Будет Гайя навеки свободной!»
В сцене после титров Альберт снова пытается придумать идею для новой серии «Приключений Бу и Зино», в то время как ему звонит Галгер и делится своими мыслями насчёт сценария.

## Персонажи
Главные
Бу — главный герой фильма. Талантливый изобретатель, умный, расчётливый, но немного трусливый. В конце ему удаётся победить злого Профессора и отправить его в другое измерение и спасти своих друзей.
Зино — главный герой фильма, лучший друг Бу. Храбрый, сильный, добродушный, но немного глуповат, заносчив и поспешлив. В Гайе обладает огромной популярностью и уважением, за него правитель Гайи хочет выдать свою дочь. Его поспешные действия во многом негативно отражаются на последствиях.
Аланта — принцесса, дочь правителя Гайи. Решительная, умная, вольнолюбивая и боевая девушка, жаждущая приключений. Принимает участие в гонках в начале фильма против отцовской воли, но сходит с дистанции из-за глупой ошибки Зека. Пренебрежительно относится к Зино, несмотря на уговоры её отца выйти за него замуж. В конце фильма она выбирает Зека своим избранником.
Галгер — лидер Снерков. Маленький, хитрый, изобретательный, но в то же время коварный. Его, как и его друзей, Брамфа и Зека недолюбливают в Гайе, поэтому он готов пойти на всё, чтобы их уважали, как уважают Зино. В начале разрабатывает хитрый план, который заключается в том, чтобы свести машину Зино с трассы и выиграть гонки. После провалившегося плана он вместе с друзьями решает «спасти» Доломит до того, как его засосёт в портал, но в итоге его и Снерков засасывает вместе с Доломитом. В конце фильма вместе со Снерками получает медаль.
Зек — соратник Галгера и Брамфа, романтичный, немного стеснительный. Искренне и нежно влюблён в Аланту. В конце вместе со своими товарищами получает медаль и становится избранником Аланты.
Брамф — соратник Галгера и Зека, грузный и немного неуклюжий. Был выбран в качестве жертвы хозяйкой ресторана, которая собиралась отрезать ему уши в качестве доказательства, что она поймала Снерка, но был спасен Бу, Зино и Алантой. В конце награждён медалью вместе со своими соратниками.
Профессор Н. Айсли — злобный учёный, главный антагонист фильма. Некогда был популярным телеведущим одной научной программы, но сериал про «Бу и Зино» обошёл его по рейтингам, в результате чего он лишился работы на телевидении. Долгие годы он строил план мести, изобрёл машину, с помощью которой он задумал украсть Доломит, так как с помощью него можно перемещать объекты из телевизионного мира в реальность. Его план состоял в отмщении зрителям, которых он посчитал виновных в том, что он потерял работу, и задумал перенести с экранов телевизоров в реальный мир пещерную лаву. В конце фильма попал под действие луча-излучателя, который изначально был направлен на Бу, и сам перенёсся в обиталище пещерной лавы.
Альберт Дроллинджер — пожилой мужчина, сценарист, создатель сериала про Бу и Зино. Открыл героям глаза на то, что они попали в реальный мир по своей воле. Был похищен Профессором в качестве «свидетеля» его мести. В конце активировал вместе с Бу портал, чтобы герои вернулись в Гайю.

## Съёмки фильма
«Возвращение в Гайю» — первый немецкий анимационный фильм, полностью созданный на компьютере. Это также последняя работа голливудского композитора Майкла Кэймена. Картина вышла в прокат в Германии 18 марта 2004 года.